# Gebäudenutzfläche
Die Gebäudenutzfläche {\displaystyle A_{\mathrm {N} }} wird in Deutschland als Energiebezugsflächengröße bei Wohngebäuden im Zusammenhang mit dem Gebäudeenergiegesetz verwendet. 
Sie wird wie folgt ermittelt:
{\displaystyle A_{\mathrm {N} }=V_{\mathrm {e} }\cdot 0{,}32/\mathrm {m} }
{\displaystyle V_{\mathrm {e} }} (geheiztes Gebäudevolumen) [m³] = Volumen, das von der (nach GEG 2020, §25 Absatz 9 ermittelten) wärmeübertragenden Umfassungsfläche A umschlossen wird.
Wenn die Geschosshöhe hg kleiner 2,5 m oder größer 3 m ist, muss die Gebäudenutzfläche wie folgt berechnet werden:
{\displaystyle A_{\mathrm {N} }=\left({\frac {1}{h_{\mathrm {g} }}}-{\frac {0{,}04}{\mathrm {m} }}\right)V_{\mathrm {e} }}
Für den Energieausweis kann laut § 82 des GEG auch die Gebäudenutzfläche aus dem 1,2-fachen Wert der Wohnfläche abgeleitet werden. Bei Wohngebäuden mit bis zu zwei Wohneinheiten und beheiztem Keller verwendet man den Faktor 1,35.

## Energiebezugsflächen in der Schweiz und in Österreich
In der Schweiz und in Österreich wird die Bezeichnung Energiebezugsfläche verwendet, die bei Wohngebäuden im Normalfall der Bruttogrundfläche (einschließlich der umschließenden Mauern) entspricht.
Bei Geschosshöhen von 3,125 Metern ist bei Vollgeschossen die Gebäudenutzfläche mit der Energiebezugsfläche identisch.